# San Gavino Monreale
San Gavino Monreale är en ort och kommun i provinsen Sydsardinien i regionen Sardinien i sydvästra Italien. Kommunen hade 8 594 invånare (2017).